# Acid clavulanic
Acidul clavulanic este  un inhibitor de beta-lactamază de tip beta-lactamă. Deși nu prezintă activitate antibiotică intrinsecă, este utilizat în combinație cu unele peniciline pentru a împiedica fenomenul de rezistență la antibiotice al bacteriilor secretoare de beta-lactamaze. Este utilizat ca atare sau sub formă de săruri sau esteri (sub denumirea de clavulanat).
Acidul clavulanic a fost patentat în anul 1974.

## Combinații
Clavulanatul de potasiu (sarea de potasiu a acidului clavulanic) este utilizat în terapie în combinație cu:
- amoxicilină (co-amoxiclav, denumiri comerciale: Augmentin, Amoxiklav)
- ticarcilină (co-ticarclav, denumire comercială: Timentin)[10]